# 汉斯·约阿希姆·冯·齐滕

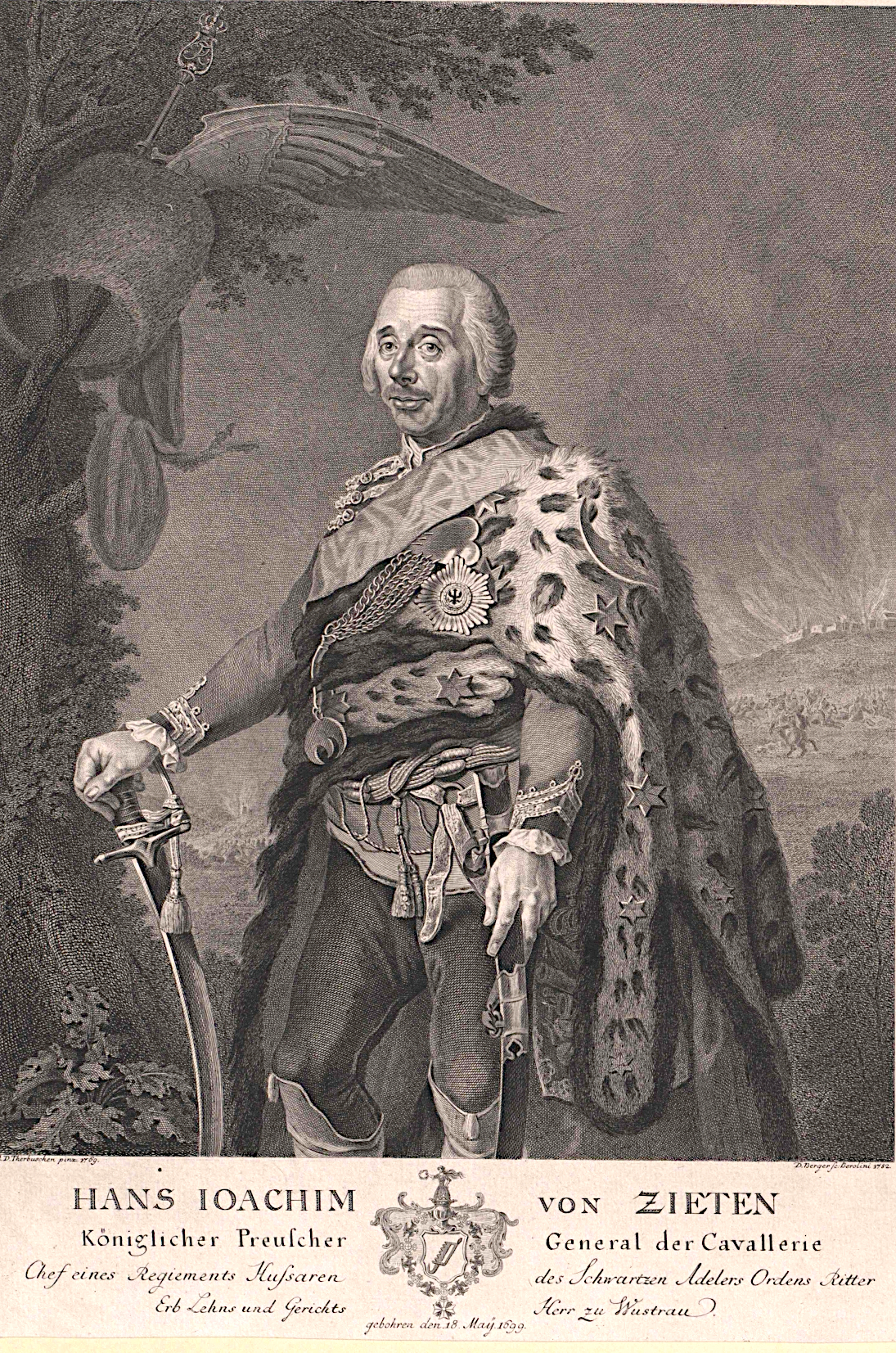
漢斯·約阿希姆·馮·齊滕

漢斯·約阿希姆·馮·齊滕（Hans Joachim von Zieten，1699年5月14日—1786年1月26日），腓特烈大帝時期的騎兵上將，著名騎兵將領。在第一次西里西亞戰爭中莫爾維茨會戰之後（1741年）提拔為驃騎兵中校。他曾參與後來的第二次西里西亞戰爭，以1,300驃騎兵為先鋒攻打薩克森及波希米亞首都布拉格。在霍亨弗里德堡戰役中以少將身份與拿騷中將率南段6,000名普魯士騎兵大勝奧地利軍。
後來齊滕亦參與過七年戰爭中的布拉格戰役、科林戰役、洛伊滕會戰、李格尼茨戰役、托爾高戰役。在布拉格戰役中25個驃騎兵中隊從戰場週邊迂回到奧軍中央背後發動奇襲，捲擊奧軍主力，奧軍大敗撤退。科林戰役中，齊滕擔任前鋒迂迴到奧軍右翼頂點發動進攻，但兵力不足而陷入苦戰之中，遭受挫敗。1745年，他在洛伊滕會戰率步兵突擊，大敗奧地利軍，得勝後與而腓特烈率領驃騎兵迂回到奧軍主力背後，令整個奧地利防線中央和左翼被完全毀滅，奧地利大軍崩潰。戰後齊滕指揮騎兵窮追不捨，俘虜奧軍2,000人，又在李格尼茨戰役後晉升至騎兵上將。托爾高戰役，齊滕率18,000人在南方正面牽制萊西的奧軍，擔任的佯攻任務，但是他充分發揮主動性，以一次接一次的衝鋒，緩慢地把萊西推向東北方向易北河邊，將其與背後及右翼的道恩主力拉開一段距離，然後突然兵鋒一轉，向西北方向衝進這個缺口，以本身4個騎兵旅，猛攻道恩主力。與其他戰線形成前後夾擊。奧軍總司令道恩元帥受傷，奧軍退卻。他的纍纍戰績以腓特烈麾下第一得力戰將的身份載入史冊。齊滕身材瘦弱，而且酗酒，性如烈火脾氣暴躁，但是戰時卻是有膽有識的一員勇將。